# Box-office Allemagne 2019
Cet article traite du box-office de 2019 en Allemagne. Il est supérieur à celui de 2018 qui était en chute. Cette année fut aussi bien en Allemagne que dans le monde une année favorable envers les grandes productions tel que Disney ,Universal, Warner Bros. et Sony.

## Films ayant dépassé 5  millions de dollars en revenus
| Classement | Titre (international)                         | Pays                                                             | Réalisateur                 | Revenus    |
| ---------- | --------------------------------------------- | ---------------------------------------------------------------- | --------------------------- | ---------- |
| 1          | Avengers: Endgame                             | Drapeau des États-Unis                                           | Anthony et Joe Russo        | 63,290,219 |
| 2          | The Lion King                                 | Drapeau des États-Unis                                           | Jon Favreau                 | 56,915,304 |
| 3          | Frozen II                                     | Drapeau des États-Unis                                           | Chris Buck et Jennifer Lee  | 60,624,284 |
| 4          | Star Wars: Episode IX - The Rise of Skywalker | Drapeau des États-Unis                                           | J. J. Abrams                | 66,833,338 |
| 5          | The Perfect Secret                            | Drapeau de l'Allemagne                                           | Bora Dagtekin               | 55,440,519 |
| 6          | Joker                                         | Drapeau des États-Unis                                           | Todd Phillips               | 43,824,558 |
| 7          | All About Me                                  | Drapeau de l'Allemagne                                           | Caroline Link               | 31,822,423 |
| 8          | Captain Marvel                                | Drapeau des États-Unis · Drapeau de l'Australie                  | Anna Boden, Ryan Fleck      | 24,309,763 |
| 9          | Aladdin                                       | Drapeau des États-Unis                                           | Guy Ritchie                 | 21,732,312 |
| 10         | The Secret Life of Pets 2                     | Drapeau de la France · Drapeau des États-Unis · Drapeau du Japon | Chris Renaud                | 21,175,787 |
| 11         | It Chapter Two                                | Drapeau des États-Unis · Drapeau du Canada                       | Andrés Muschietti           | 21,000,000 |
| 12         | How to Train Your Dragon: The Hidden World    | Drapeau des États-Unis · Drapeau du Japon                        | Dean DeBlois                | 20,985,751 |
| 13         | Once Upon a Time... in Hollywood              | Drapeau des États-Unis                                           | Quentin Tarantino           | 20,383,755 |
| 14         | Spider-Man: Far from Home                     | Drapeau des États-Unis                                           | Jon Watts                   | 19,415,724 |
| 15         | Fast & Furious Presents: Hobbs & Shaw         | Drapeau des États-Unis                                           | David Leitch                | 18,785,945 |
| 16         | Bohemian Rhapsody                             | Drapeau des États-Unis                                           | Bryan Singer                | 15 374 180 |
| 17         | Green Book                                    | Drapeau des États-Unis                                           | Peter Farrelly              | 14,789,059 |
| 18         | Pokémon: Detective Pikachu                    | Drapeau des États-Unis · Drapeau du Japon                        | Rob Letterman               | 13,400,000 |
| 19         | Aquaman                                       | Drapeau des États-Unis · Drapeau de l'Australie                  | James Wan                   | 12,674,225 |
| 20         | John Wick: Chapter 3 - Parabellum             | Drapeau des États-Unis                                           | Chad Stahelski              | 12,351,369 |
| 21         | Jumanji: The Next Level                       | Drapeau des États-Unis                                           | Jake Kasdan                 | 11 653 555 |
| 22         | Ralph Breaks the Internet                     | Drapeau des États-Unis                                           | Phil Johnston               | 11,563,510 |
| 23         | Maleficent: Mistress of Evil                  | Drapeau des États-Unis                                           | Joachim Rønning             | 11,322,849 |
| 24         | Serial (Bad) Weddings 2                       |                                                                  |                             | 11,086,118 |
| 25         | Leberkäsjunkie                                | Drapeau de l'Allemagne                                           | Ed Herzog                   | 10,057,790 |
| 26         | Glass                                         |                                                                  |                             | 9,762,057  |
| 27         | After                                         | Drapeau des États-Unis                                           | Jenny Gage                  | 9,370,161  |
| 28         | Alita: Battle Angel                           |                                                                  |                             | 7,880,719  |
| 29         | Last Christmas                                | Drapeau des États-Unis                                           | Paul Feig                   | 7,875,153  |
| 30         | Toy Story 4                                   | Drapeau des États-Unis                                           | Josh Cooley                 | 7,172,538  |
| 31         | Yesterday                                     | Drapeau du Royaume-Uni                                           | Danny Boyle                 | 7,110,598  |
| 32         | Rocketman                                     | Drapeau du Royaume-Uni · Drapeau des États-Unis                  | Dexter Fletcher             | 6,895,803  |
| 33         | Gemini Man                                    | Drapeau des États-Unis                                           | Ang Lee                     | 6,748,251  |
| 34         | The Collini Case                              | Drapeau de l'Allemagne                                           | Marco Kreuzpaintner         | 6,653,366  |
| 35         | A Shaun the Sheep Movie: Farmageddon          | Drapeau de la France · Drapeau du Royaume-Uni                    | Will Becher, Richard Phelan | 6,756,387  |
| 36         | Downton Abbey                                 | Drapeau du Royaume-Uni                                           | Michael Engler              | 6,643,902  |
| 37         | Creed II                                      | Drapeau des États-Unis                                           | Steven Caple Jr.            | 6,200,000  |
| 38         | Dumbo                                         | Drapeau des États-Unis                                           | Tim Burton                  | 6,109,858  |
| 39         | The Angry Birds Movie 2                       | Drapeau des États-Unis · Drapeau de la Finlande                  | Thurop Van Orman            | 6,133,794  |
| 40         | The Goldfish                                  | Drapeau de l'Allemagne                                           | Alireza Golafshan           | 5,708,579  |
| 41         | The Hustle                                    | Drapeau des États-Unis                                           | Chris Addison               | 6,105,245  |
| 42         | Five Feet Apart                               | Drapeau des États-Unis                                           | Justin Baldoni              | 5,648,468  |
| 43         | Annabelle Comes Home                          | Drapeau des États-Unis                                           | Joseph Bishara              | 5,400,000  |
| 44         | Escape Room                                   | Drapeau des États-Unis                                           | Gene Stupnitsky             | 5,422,654  |
| 45         | Good Boys                                     | Drapeau des États-Unis                                           | Adam Robitel                | 5,371,408  |

## Box-office par semaine
Film en tête du Box-Office à la fin de chaque semaine
| #  | Date (à partir du) | Film no 1                                     | Entrées de la semaine |
| -- | ------------------ | --------------------------------------------- | --------------------- |
| 1  | 2 janvier 2019     | All About Me                                  | 20,117,827            |
| 2  | 9 janvier 2019     | All About Me                                  | 13,381,750            |
| 3  | 16 janvier 2019    | Glass                                         | 12,520,236            |
| 4  | 23 janvier 2019    | Ralph Breaks the Internet                     | 14,839,396            |
| 5  | 30 janvier 2019    | Ralph Breaks the Internet                     | 13,823,652            |
| 6  | 6 février 2019     | How to Train Your Dragon: The Hidden World    | 16,611,360            |
| 7  | 13 février 2019    | How to Train Your Dragon: The Hidden World    | 13,838,500            |
| 8  | 20 février 2019    | How to Train Your Dragon: The Hidden World    | 9,609,928             |
| 9  | 27 février 2019    | Green Book                                    | 11,745,673            |
| 10 | 6 mars 2019        | Captain Marvel                                | 17,748,954            |
| 11 | 13 mars 2019       | Captain Marvel                                | 11,804,540            |
| 12 | 20 mars 2019       | Captain Marvel                                | 8,778,689             |
| 13 | 27 mars 2019       | Captain Marvel                                | 7,722,525             |
| 14 | 3 avril 2019       | Serial (Bad) Weddings 2                       | 8,693,707             |
| 15 | 10 avril 2019      | After                                         | 12,093,170            |
| 16 | 17 avril 2019      | After                                         | 5,942,761             |
| 17 | 24 avril 2019      | Avengers: Endgame                             | 33,434,265            |
| 18 | 1er mai 2019       | Avengers: Endgame                             | 16,243,713            |
| 19 | 8 mai 2019         | Avengers: Endgame                             | 14,188,900            |
| 20 | 15 mai 2019        | Avengers: Endgame                             | 8,148,211             |
| 21 | 22 mai 2019        | John Wick: Chapter 3 - Parabellum             | 10,883,302            |
| 22 | 29 mai 2019        | Aladdin                                       | 11,464,786            |
| 23 | 5 juin 2019        | Aladdin                                       | 8,930,819             |
| 24 | 12 juin 2019       | Aladdin                                       | 6,436,893             |
| 25 | 19 juin 2019       | Aladdin                                       | 7,074,798             |
| 26 | 26 juin 2019       | The Secret Life of Pets 2                     | 4,649,580             |
| 27 | 3 juillet 2019     | Spider-Man: Far from Home                     | 12,262,599            |
| 28 | 10 juillet 2019    | Spider-Man: Far from Home                     | 12,149,851            |
| 29 | 17 juillet 2019    | The Lion King                                 | 18,274,268            |
| 30 | 24 juillet 2019    | The Lion King                                 | 12,039,561            |
| 31 | 31 juillet 2019    | The Lion King                                 | 17,551,322            |
| 32 | 7 août 2019        | The Lion King                                 | 13,102,188            |
| 33 | 14 août 2019       | Once Upon a Time... in Hollywood              | 16,278,812            |
| 34 | 21 août 2019       | Once Upon a Time... in Hollywood              | 8,169,130             |
| 35 | 28 août 2019       | Once Upon a Time... in Hollywood              | 7,906,317             |
| 36 | 4 septembre 2019   | It Chapter Two                                | 15,110,227            |
| 37 | 11 septembre 2019  | It Chapter Two                                | 8,939,776             |
| 38 | 18 septembre 2019  | It Chapter Two                                | 9,225,630             |
| 39 | 25 septembre 2019  | It Chapter Two                                | 9,430,474             |
| 40 | 2 octobre 2019     | Gemini Man                                    | 13,286,440            |
| 41 | 9 octobre 2019     | Joker                                         | 15,367,382            |
| 42 | 16 octobre 2019    | Joker                                         | 15,235,545            |
| 43 | 23 octobre 2019    | Joker                                         | 11,873,798            |
| 44 | 30 octobre 2019    | The Perfect Secret                            | 21,227,039            |
| 45 | 6 novembre 2019    | The Perfect Secret                            | 15,460,926            |
| 46 | 13 novembre 2019   | The Perfect Secret                            | 13,662,538            |
| 47 | 20 novembre 2019   | Frozen II                                     | 25,729,048            |
| 48 | 27 novembre 2019   | Frozen II                                     | 15,376,373            |
| 49 | 4 décembre 2019    | Frozen II                                     | 12,577,979            |
| 50 | 11 décembre 2019   | Jumanji: The Next Level                       | 13,016,406            |
| 51 | 18 décembre 2019   | Star Wars: Episode IX - The Rise of Skywalker | 31,979,576            |
| 52 | 25 décembre 2019   | Star Wars: Episode IX - The Rise of Skywalker | 31,156,737            |